# Maestri campionesi
Les maîtres de Campione, en italien Maestri campionesi sont des bâtisseurs et des sculpteurs souvent groupés en corporation, qui sont originaires de Campione d’Italia (appelée à l’origine Campione) sur le lac de Lugano. Ils furent actifs en Lombardie, Émilie, Vénitiens et en Trentino, du XIIe au XIVe siècle.
On ne peut parler d’une véritable école campionese comme on parle d’une école de Modène ou de Wiligelmo, ou bien encore de l’école d’Antelami.
Leur caractéristique particulière était de travailler dans un cadre corporatif dans lequel se transmettaient et se préservaient les connaissances particulières du métier. Si cette organisation réfrénait les inspirations individuelles, elle y suppléait en transmettant styles et connaissances des grands maîtres de la corporation.

## Maîtres campionesi émergents

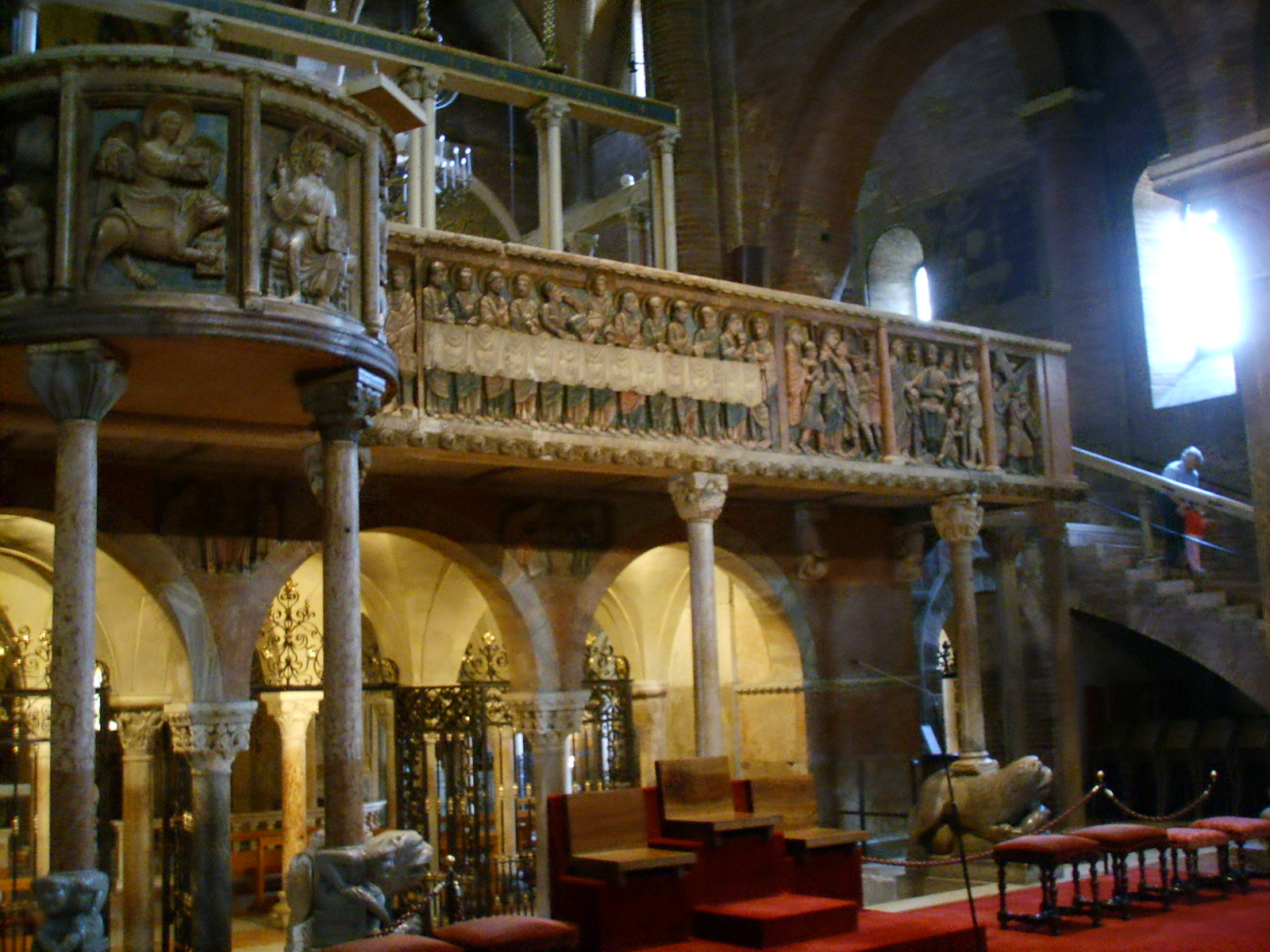
Le grand jubé de la cathédrale de Modène.

Seul le nom de quelques maîtres nous sont parvenus car en général leurs œuvres demeuraient anonymes. Afin de mieux les identifier, les spécialistes ont parfois fait précéder le mot « Maestro » au nom de leur travail ; par exemple le sculpteur qui réalisa les scènes de la Passion du Christ sur les panneaux du jubé de la cathédrale de Modène est appelé Maestro della Passione.
A Modène encore, où les campionesi travaillèrent longtemps à l’achèvement de la cathédrale et à la réalisation de la tour Ghirlandina, des documents permettent d’identifier quelques maîtres comme :

### Anselmo da Campione
Qui pourrait être l’auteur, à l’intérieur : du jubé ou de la chaire, à l’extérieur : de la rosace et des portes latérales de la façade, de la porte Regia, du certains travaux sur la Ghirlandina.

### Enrico da campione
Qui aurait achevé la Ghirlandina.

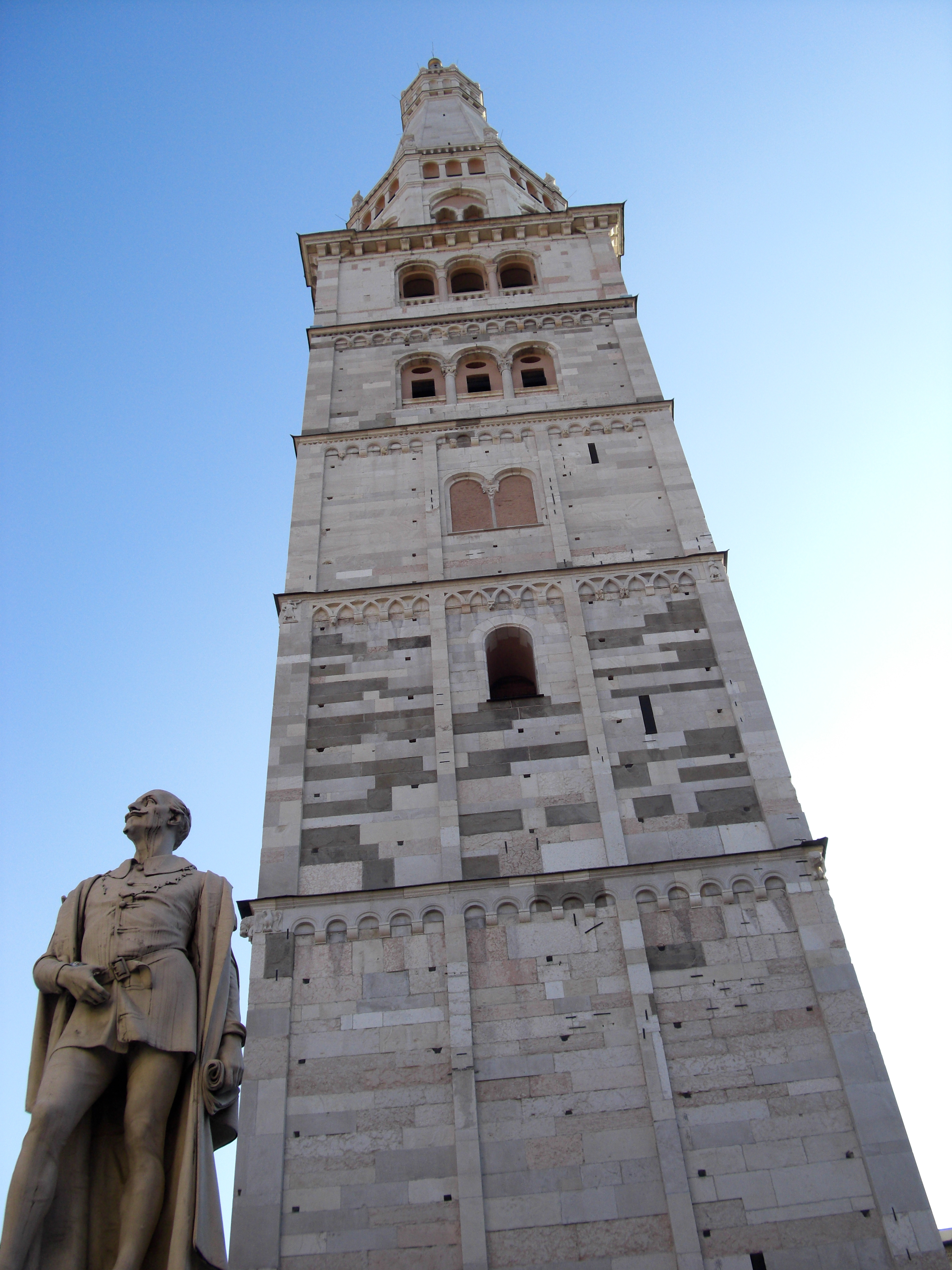
la tour Ghirlandina de Modène

En Lombardie où les maestri campionesi développèrent la tradition de la sculpture lombarde encore attachée au roman mais s’infléchissant ensuite vers le gothique international, on a gardé en mémoire quelques noms tel que :

### Ugo da Campione  (1280 env. – 1353 env.)
Il réalisa, avec son fils, autour de 1314, les sculptures de la loggia degli Osii sur la Piazza Mercanti de Milan.
Peut-être fut-il aussi l’auteur du monument funéraire du cardinal Guglielmo Longhi qui se trouve dans la basilique Santa Maria Maggiore à Bergame.

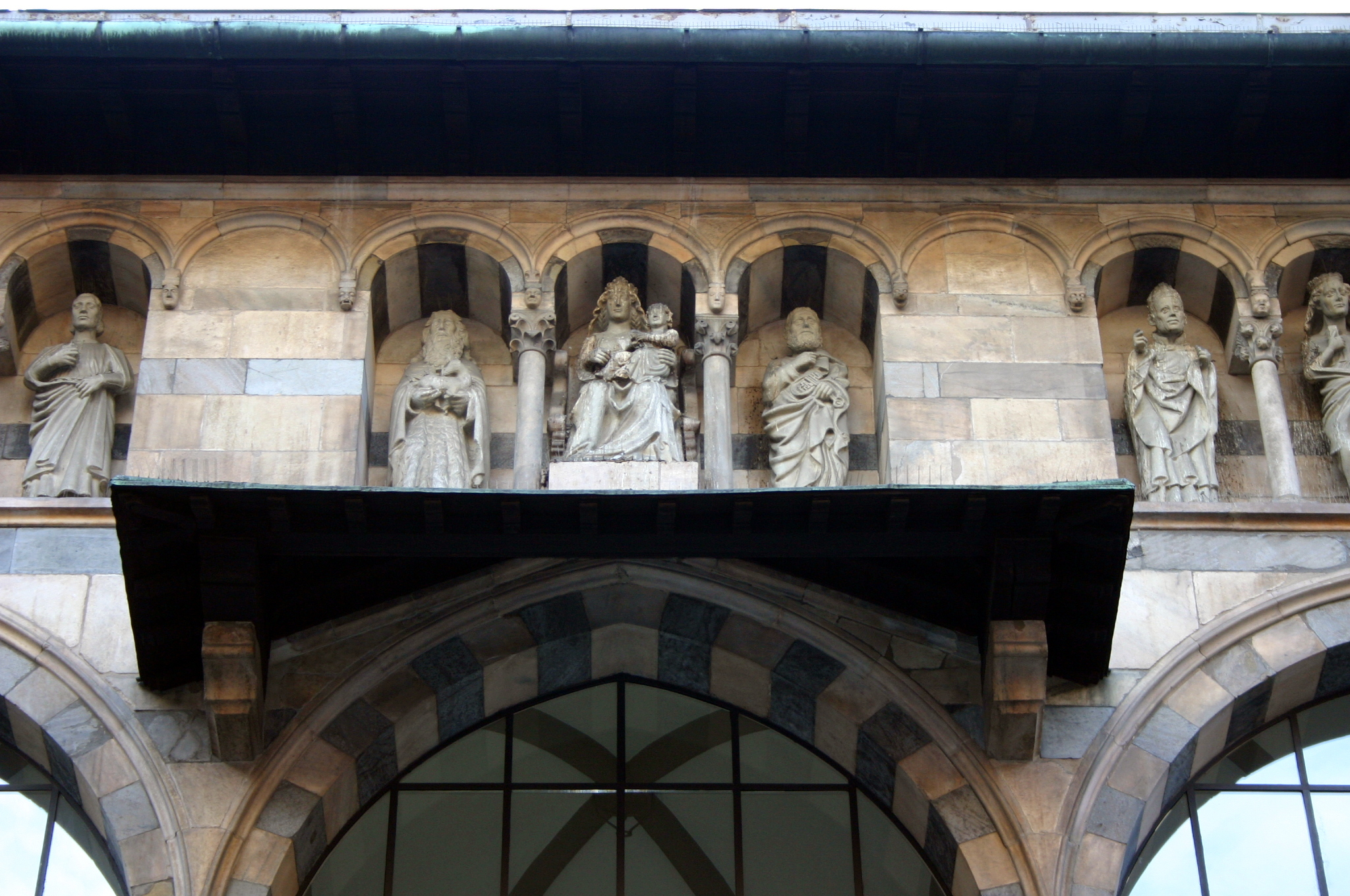
4890 - Milano - Loggia degli Osii - Foto Giovanni Dall'Orto, 23-Jan-2008

### Giovanni da Campione (1320 env. - 1375 env.)

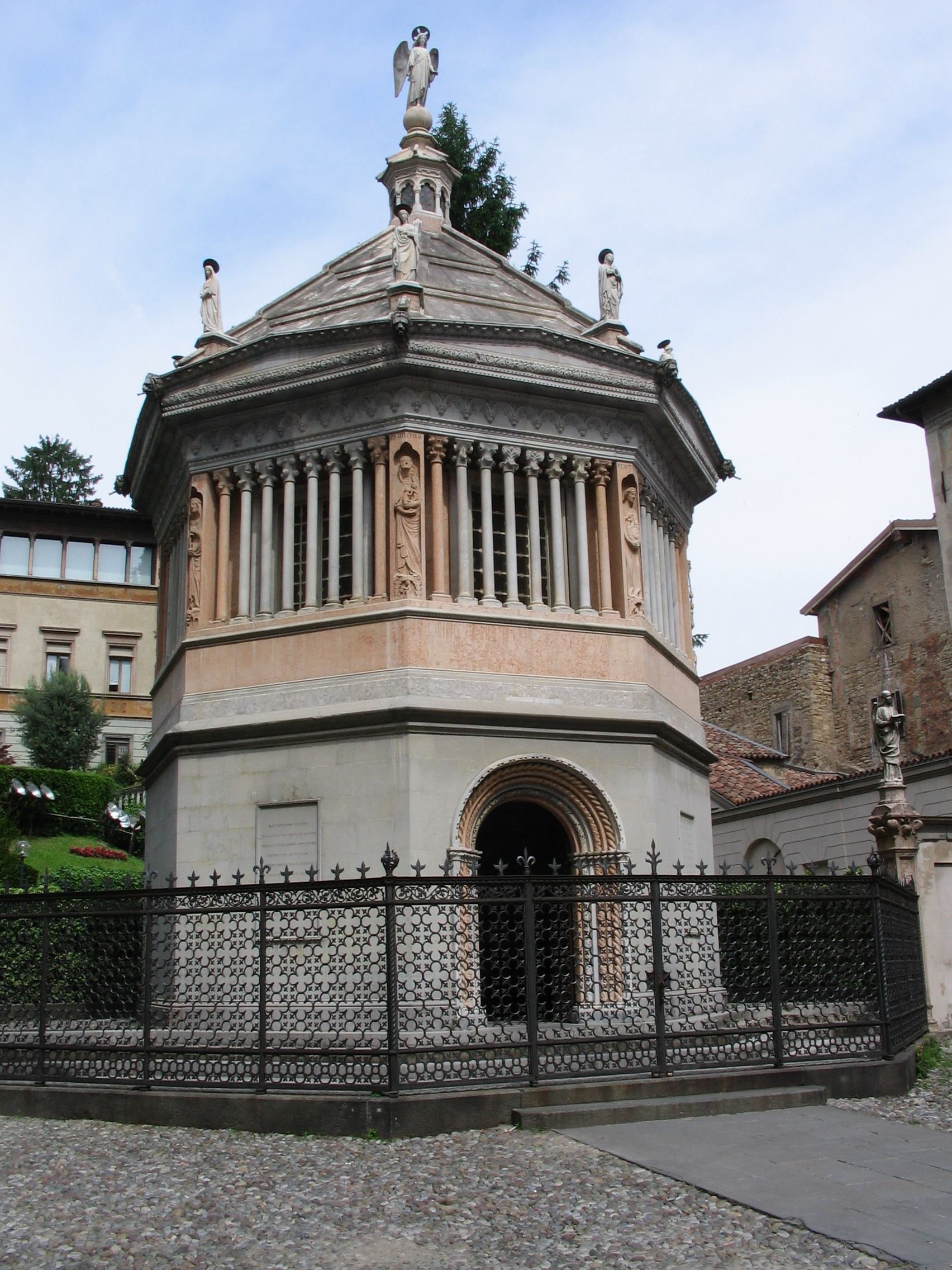
Baptistère de Bergame

Il était le fils d’Ugo et travailla presque exclusivement à Bergame, aux sculptures du porche de la basilique Santa Maria Maggiore. Il en réalisa également le portail méridional et devint le chef des travaux de la basilique. Il travailla aussi à l’intérieur comme à l’extérieur du Baptistère de Bergame.

### Bonino da Campione (1325env. - 1397 env.)
Il fut l’un des grands maîtres de la sculpture gothique. Son œuvre majeure fut le monument funéraire de la famille Della Scala, et en particulier celui de Cansignorio della Scala. Il réalisa également le monument funéraire de Barnabé Visconti et Béatrice Reine della Scala, qui se trouve aujourd'hui au château des Sforza à Milan, depuis qu'il est transformé en musée.

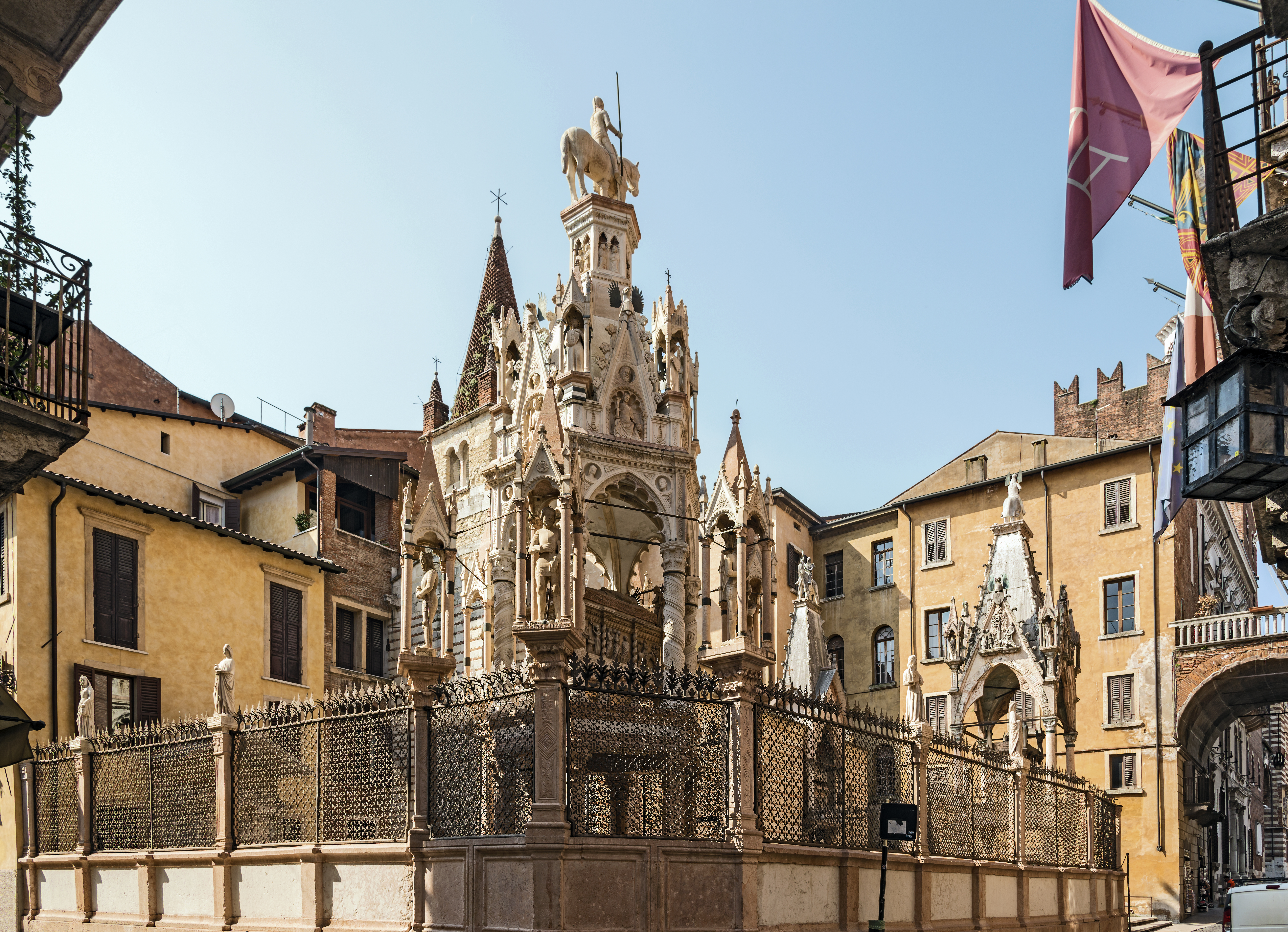
Monument funéraire de Cansignorio della Scala

### Zenone da Campione (? - 1380)

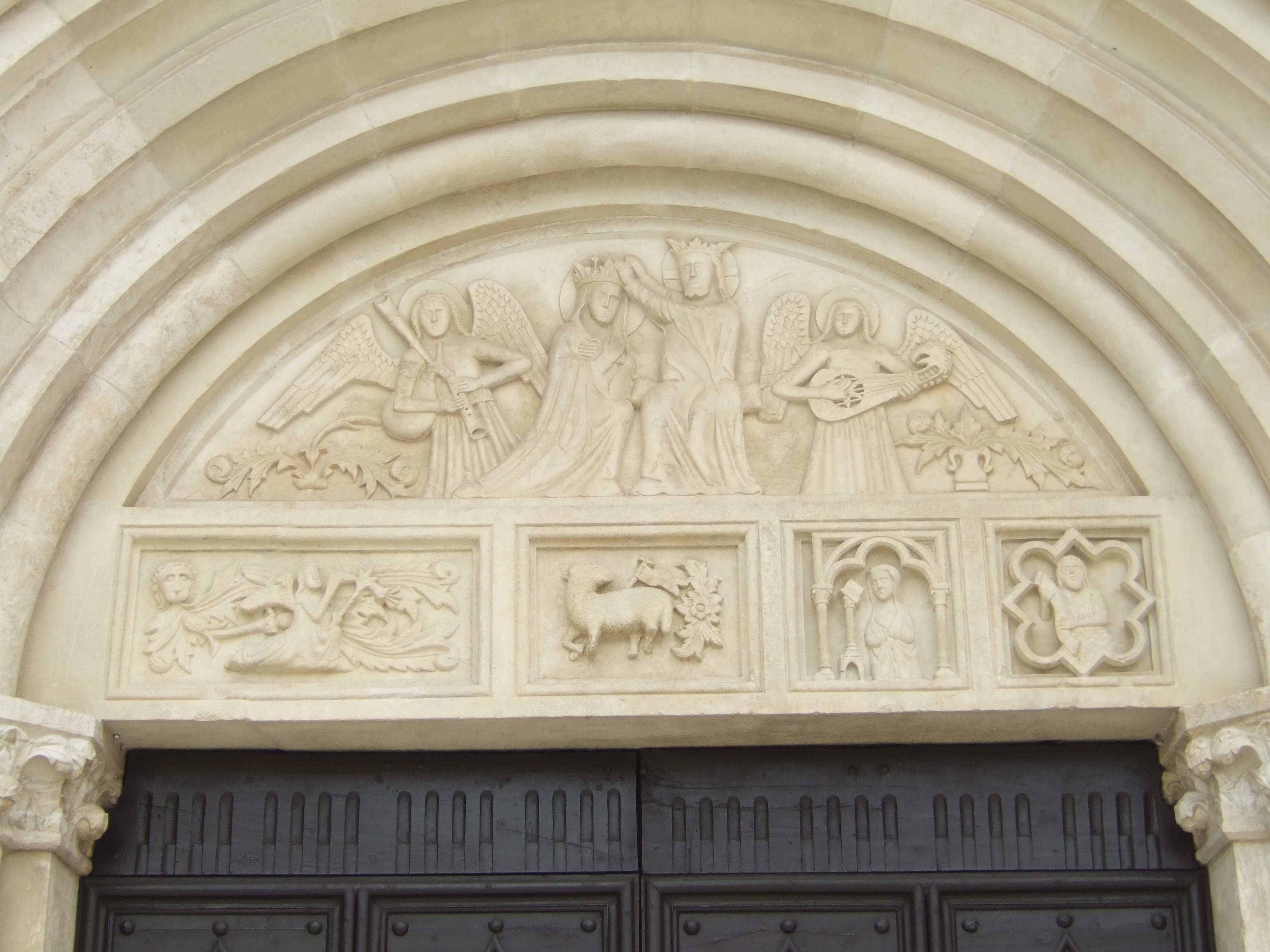
Tympan de la porte septentrionale de Spilimbergo

Il travailla à Spilimbergo où il réalisa en 1376 le portail septentrional qui est l’entrée principale de la cathédrale de Spilimbergo.

### Matteo da Campione (1335 env. - 1396)
Il travailla comme architecte et sculpteur. On lui doit la façade en marbre blanc et vert, la chaire et de nombreuses sculptures de la cathédrale de Monza.

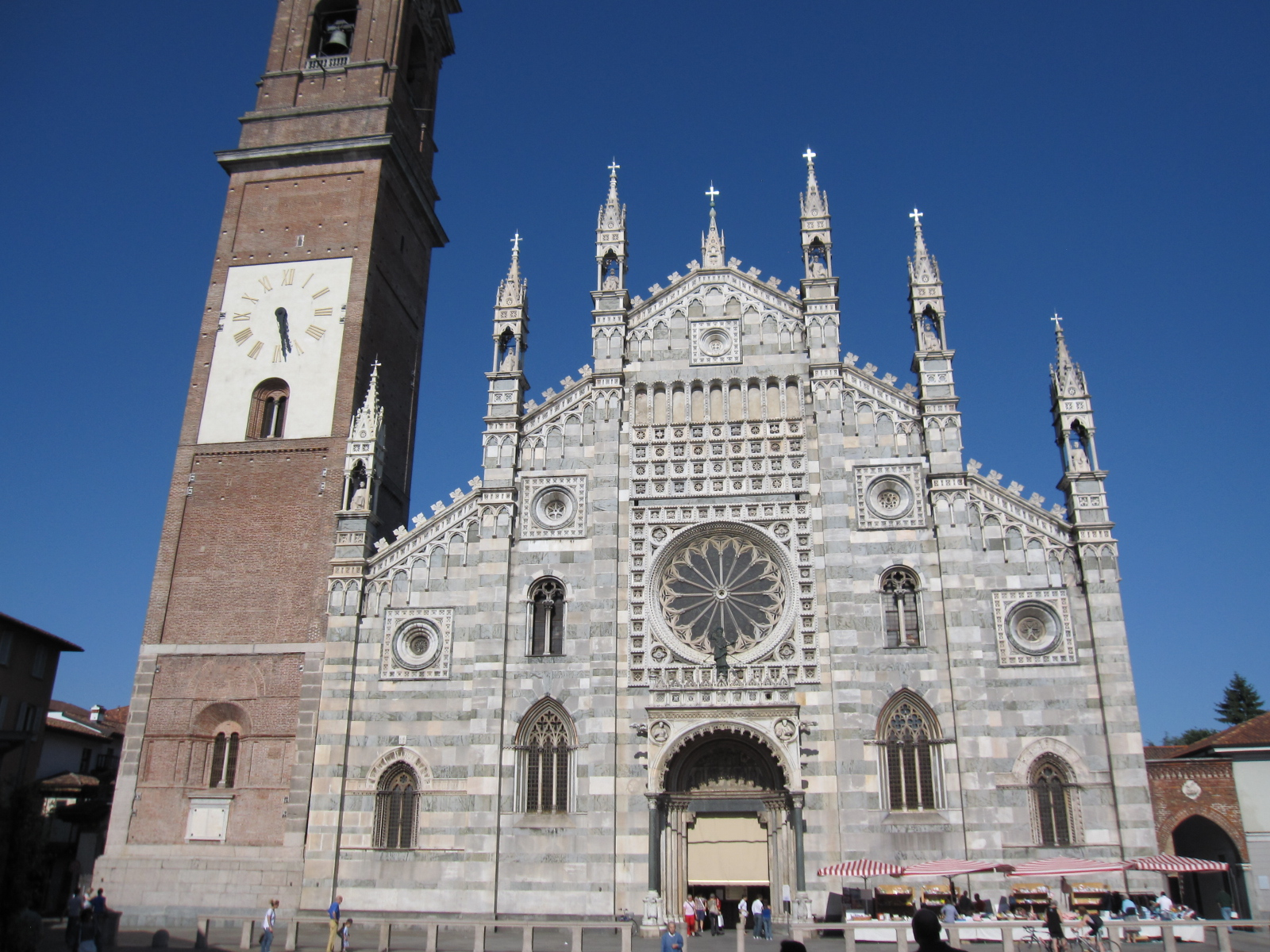
Façade de la cathédrale de Monza

### Giacomo da Campione (? - 1398)
Il fut un sculpteur et un architecte très actif à la cathédrale de Milan.

## Autres œuvres des campionesi

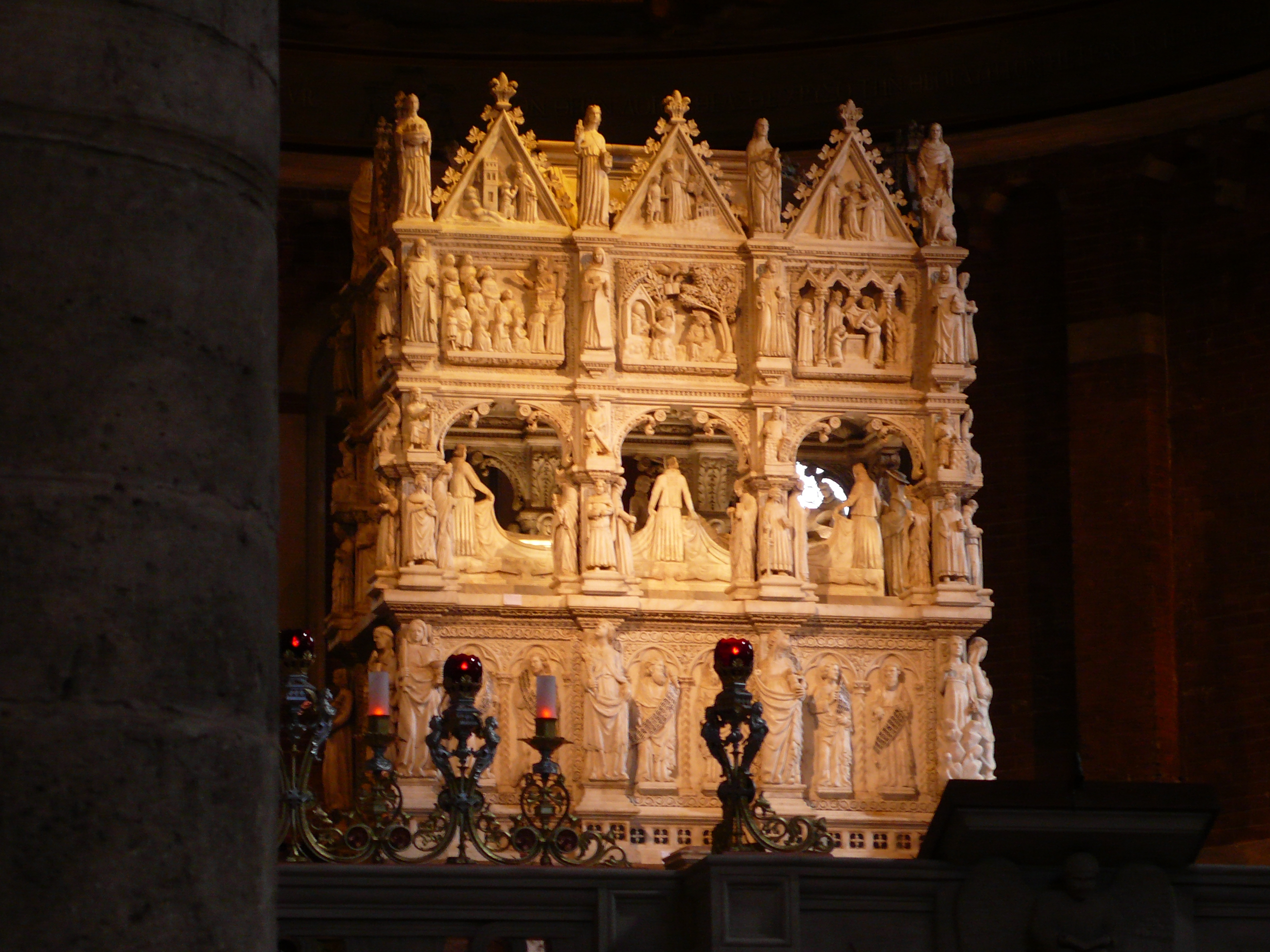
Sépulcre de saint Augustin

De nombreuses autres œuvres dans les églises du nord de l’Italie sont attribuées aux maestri campionesi qui ont ainsi largement contribué à la diffusion de l’art roman tant en architecture qu’en sculpture, mais le nom de beaucoup d’entre-eux est resté ignoré.
À titre d’exemple, on peut citer :
-  le monument funéraire de saint Augustin (it), qui date du XIVe siècle et se trouve dans la basilique san Pietro in Ciel d’Oro à Pavie.
- le monument funéraire de Stéfano et Valentina Visconti (it), qui se trouve dans la basilique Sant'Eustorgio à Milan.